# Врзичі
44°56′ пн. ш. 15°03′ сх. д. / 44.93° пн. ш. 15.05° сх. д.
Врзичі (хорв. Vrzići) — населений пункт у Хорватії, у Лицько-Сенській жупанії у складі міста Сень.

## Населення
Населення за даними перепису 2011 року становило 8 осіб.
Динаміка чисельності населення поселення:

## Клімат
Середня річна температура становить 6,97 °C, середня максимальна – 19,92 °C, а середня мінімальна – -5,99 °C. Середня річна кількість опадів – 1543 мм.
| Клімат поселення                              | Клімат поселення | Клімат поселення | Клімат поселення | Клімат поселення | Клімат поселення | Клімат поселення | Клімат поселення | Клімат поселення | Клімат поселення | Клімат поселення | Клімат поселення | Клімат поселення | Клімат поселення |
| Показник                                      | Січ.             | Лют.             | Бер.             | Квіт.            | Трав.            | Черв.            | Лип.             | Серп.            | Вер.             | Жовт.            | Лист.            | Груд.            |                  |
| Середній максимум, °C                         | 3,48             | 4,02             | 6,42             | 10,11            | 15,00            | 18,58            | 19,92            | 19,60            | 15,97            | 11,82            | 6,82             | 3,38             |                  |
| Середня температура, °C                       | −1,26            | −0,73            | 1,70             | 5,38             | 10,26            | 13,85            | 16,10            | 15,77            | 12,14            | 7,98             | 2,99             | −0,46            |                  |
| Середній мінімум, °C                          | −5,99            | −5,46            | −3,05            | 0,63             | 5,53             | 9,10             | 12,26            | 11,93            | 8,32             | 4,14             | −0,84            | −4,3             |                  |
| Норма опадів, мм                              | 109              | 110              | 114              | 132              | 116              | 121              | 77               | 101              | 145              | 173              | 191              | 154              |                  |
| Середньомісячна швидкість вітру, м/с          | 3.59             | 3.70             | 3.72             | 3.41             | 3.13             | 2.92             | 2.81             | 2.80             | 3.07             | 3.40             | 3.82             | 3.94             |                  |
| Середньомісячна сонячна радіація, кДж/м²·день | 4506             | 7250             | 10643            | 14985            | 18988            | 20540            | 22394            | 19114            | 14149            | 9196             | 4929             | 3781             |                  |
| --------------------------------------------- | ---------------- | ---------------- | ---------------- | ---------------- | ---------------- | ---------------- | ---------------- | ---------------- | ---------------- | ---------------- | ---------------- | ---------------- | ---------------- |
| Джерело:                                      |                  |                  |                  |                  |                  |                  |                  |                  |                  |                  |                  |                  |                  |